# Найота (Теннессі)
Найота (англ. Niota) — місто (англ. city) в США, в окрузі Макмінн штату Теннессі. Населення — 772 особи (2020).

## Географія
Найота розташована за координатами 35°30′57″ пн. ш. 84°32′57″ зх. д. / 35.51583° пн. ш. 84.54917° зх. д. (35.515919, -84.549140).  За даними Бюро перепису населення США в 2010 році місто мало площу 5,66 км², уся площа — суходіл.

## Демографія
Згідно з переписом 2010 року, у місті мешкало 719 осіб у 316 домогосподарствах у складі 203 родин. Густота населення становила 127 осіб/км².  Було 371 помешкання (65/км²).
Расовий склад населення:
| - 94,3 % — білих - 1,9 % — чорних або афроамериканців - 1,1 % — азіатів - 0,3 % — корінних американців |

До двох чи більше рас належало 2,1 %. Частка іспаномовних становила 1,7 % від усіх жителів.
За віковим діапазоном населення розподілялося таким чином: 23,1 % — особи молодші 18 років, 58,0 % — особи у віці 18—64 років, 18,9 % — особи у віці 65 років та старші. Медіана віку мешканця становила 43,6 року. На 100 осіб жіночої статі у місті припадало 89,2 чоловіків;  на 100 жінок у віці від 18 років та старших — 82,5 чоловіків також старших 18 років.
Середній дохід на одне домашнє господарство  становив 54 898 доларів США (медіана — 29 844), а середній дохід на одну сім'ю — 53 750 доларів (медіана — 48 125). За межею бідності перебувало 20,0 % осіб, у тому числі 42,2 % дітей у віці до 18 років та 8,1 % осіб у віці 65 років та старших.
Цивільне працевлаштоване населення становило 358 осіб. Основні галузі зайнятості: виробництво — 27,7 %, роздрібна торгівля — 17,6 %, освіта, охорона здоров'я та соціальна допомога — 13,4 %, науковці, спеціалісти, менеджери — 9,8 %.